# Woodway (Waszyngton)
Woodway – miasto w Stanach Zjednoczonych, w stanie Waszyngton, w hrabstwie Snohomish.